# Paranandra plicicollis
Paranandra plicicollis là một loài bọ cánh cứng trong họ Cerambycidae.